# Bernd Gröne
Bernd Gröne (* 19. Februar 1963 in Recklinghausen) ist ein ehemaliger deutscher Radrennfahrer.

## Sportliche Laufbahn
Gröne kam durch seinen Vater zum Radsport, der ihn für ein Rennen der Anfängerklasse anmeldete.
Herausragende Siege bei den Amateuren errang er 1987 beim Großen Preis der Weinstraße und international das überaus stark besetzte Rennen Gran Premio della Liberazione in Italien. Bei den Olympischen Sommerspielen 1988 in Seoul gewann er mit einer Zeit von 4:32:25 h die Silbermedaille im olympischen Straßenrennen über 196,8 km hinter Olaf Ludwig. Außerdem war er 1988 Deutscher Meister im Straßenrennen der Amateure und wiederholte diesen Erfolg im Jahr 1993 bei den Profis.
1989 wurde er Berufsfahrer beim deutschen Team Stuttgart. Bis zum Jahr 1995 fuhr er für das Team Telekom.
Im Zuge der Aufdeckung des Dopings der 1990er-Jahre im Mai 2007 äußerte er sich wie folgt:
„Auch mir ist Epo im Jahre 1995 von belgischen Betreuern angeboten worden. Daraufhin habe ich mich bei unseren Freiburger Ärzten kundig gemacht, welche Folgeschäden auftreten könnten. Als die mir erklärten, dass längst nicht klar sei, welche Spätfolgen Epo nach sich ziehen kann, habe ich die Finger davon gelassen. Im Grunde bin ich jetzt der Doofe, der nur mit dem, was er in den Beinen hatte, die Berge bei der Tour hochgeklettert ist und 1995 aussortiert wurde, weil er nicht mehr gut genug war. Kein Wunder, wenn die anderen gedopt haben.“

## Ehrungen
Für den Gewinn der Silbermedaille bei den Olympischen Spielen 1988 erhielt er – wie alle deutschen Medaillengewinner – das Silberne Lorbeerblatt.

## Berufliches
Bernd Gröne absolvierte eine Ausbildung zum Gas-Wasser-Installateur. Ab 1995 arbeitete er einige Zeit in der Redaktion der Fachzeitschrift „Velo“.